# カーニバル (小説)
『カーニバル』（CARNIVAL）は、講談社から刊行されている清涼院流水の推理小説。JDCシリーズ第二期の作品である。

## あらすじ
「ビリオン・キラー」（十億人を殺す者）による全人類殺害計画犯罪オリンピックの開幕を筆頭に、九十九邪鬼による九十九十九の殺害予告、謎のテロ組織RISEによる死亡者急増現象、新種の奇病ALIVEの蔓延……。
止まることのない大犯罪の連続。全世界を巻き込む前代未聞の超弩級犯罪に、JDCのメンバーたちも解決に乗り出す……。

### 構成
一輪の花／イヴ
犯罪オリンピックの前にあたり、最後に京都のJDCビルが爆破された。死傷者多数、JDCの組織が半壊する。1996年8月10日の出来事である。
二輪の草／カーニバル
1～13週の出来事。世界中で事件が起こり、人口が激減していく。由比賀独尊が組織を掌握して実力でまとめ上げていく。九十九十九に殺害予告が届き、活動を封印されてしまう。
三輪の層／カーニバル
2～26週の出来事。世界中で事件が続いている。
四輪の牛／デイ
2～26週の出来事を、JDC非所属探偵である犬神夜叉の視点から語る。
27～39週の出来事。RISEの城内に入り込んだJDC探偵たちの視点で語られつつ、世界中で事件が続いている。
五輪の書／デイ
犯罪オリンピックの下四半期、最後の13週の出来事。

## 登場人物

### RISE
謎のテロ組織。「神聖域」（サンクチャリ）と呼ぶ空中移動要塞に乗っている。「R（ラー）言語」という独自の言葉で話す。世界最先端の医療技術を有する。
総統（そうとう）
ルドルフ・シュトラウス。通称R・S。牛頭人。六哲人らからは「我が総統」（マイン・フューラー）と呼ばれる。
虹の六哲人（にじのソフィスト）
RISEの頂点に位置付けられる。
下記のブラック・ホワイトも含め、与えられる名前と同じ色の制服を着る。互いの役割は理解しているが、覆面で素顔を隠しており、R言語で話しているため、各々の国籍はおろか、性別や年齢もほとんど特定できない。また、無個性に振る舞うように訓練されている。
バイオレット・クイーン（紫衣の女王）
ブルー・キング（青衣の帝王）
グリーン・ビショップ（緑衣の僧侶）
イエロー・ビショップ（黄衣の僧侶）
声帯模写が得意。ドッグを管理する。半斗舞夢の夫・丹奈左膳と必要以上に親しくなってしまった。
オレンジ・ナイト（橙衣の騎士）
レッド・ナイト（赤衣の騎士）
ブラック・ルーク（黒衣の城将）
城主（マスター）。日本人。本名・龍王。R言語監修者。サンクチャリの機械類全般を統括し、メカニックのマシンを管理する。
ホワイト・ルーク（白衣の城将）
RISEの医師（ドクター）。日本人。医師・神堂正人として半斗舞夢の担当医になる。かつて遠藤直人という本名だった。マウスを管理する。
ポーン（歩兵）
全8名。
IS
Invisible Soldiers（インビジブル・ソルジャーズ=見えない軍隊）。
ドット
名前を与えられず、ただ言われたことだけを遂行する組織の駒。男も女も、上から下まで黒いスーツに身を包み、髪型はショートカット。サングラスをかけ、常に3人で行動する。
瞳は生気に欠け、表情は神経質、気配を殺した中性的な雰囲気。最初に一拍置いた抑揚のない話し方をするよう訓練されている。規約違反の場合は頭部が吹き飛ぶ。詳しいことは何も知らされず、自分の出番が回ってきたら、オリハルコン髑髏を持って現場へ赴き、ただ下された任務を遂行するのみ。
ドットになる前に既に死んだことにされているため、死んでも、表向きには誰も死んだことにならず、使い捨ての道具に過ぎない。仲間のドットのことも何も知らない。ビリオン・キラー事件を担当したドットは現場で葬られるか、サンクチャリに帰還してすぐに葬られる。
ドッグ
RISEの犬。予め、一般社会にスパイとして紛れ込んでいる。配偶者や家族にはドッグであることを隠し、社会人としての顔も持つ。ドットと違い、特別な訓練は受けていない。イエロー・ビショップに管理される。
マウス
世界各国から拉致してきた天涯孤独の死刑囚。死刑が執行されたことにして、表社会に存在しなくなった人間を人体実験のモルモットとして扱う。犯罪センスを見込まれた者はドットへの昇格も検討される。この人体実験の繰り返しにより、RISEは世界最先端の医療技術を有する。ホワイト・ルークに管理される。
マシン
RISEのメカニック。組織の道具として無機的に利用される。最先端機器を自在に操る柔軟な適応力が求められ、能力がついていかなくなれば、容赦なく切り捨てられる。ブラック・ルークに管理される。

## 既刊一覧
講談社ノベルス版
- カーニバル・イヴ 人類最大の事件 （1997年12月、ISBN 4061819976）
- カーニバル 人類最後の事件 （1999年4月、ISBN 4061820184）
- カーニバル・デイ 新人類の記念日 （1999年9月、ISBN 4061820826）

講談社文庫版
- カーニバル 一輪の花 （2003年1月、ISBN 406273642X）
- カーニバル 二輪の草 （2003年2月、ISBN 4062736632）
- カーニバル 三輪の層 （2003年3月、ISBN 406273687X）
- カーニバル 四輪の牛 （2003年4月、ISBN 4062737213）
- カーニバル 五輪の書 （2003年5月、ISBN 4062737442）